# Gornja Dubica
Gornja Dubica ist eine Dorfgemeinschaft im Nordosten Bosnien-Herzegowinas, welches fast ausschließlich von bosnischen Kroaten bewohnt wird. Es gehört zur Gemeinde Odžak. Nachbarorte sind Donja Dubica und Novo Selo.

## Geschichte
Gornja Dubica hat zwei größere Auswanderungswellen erlebt, welche für Veränderungen in der Altersstruktur sorgten. Die erste Auswanderungswelle erfolgte Anfang der 1970er Jahre, als insbesondere die jüngere Generation aus wirtschaftlichen Gründen hauptsächlich nach Deutschland, Österreich und in die Schweiz auswanderten.
Die zweite Auswanderungswelle folgte, als Gornja Dubica am 21. April 1992 der Bosnienkrieg erreichte. Hierbei flüchteten die meisten Dorfbewohner nach Kroatien und wurden dort in der Regel sesshaft. Durch den Vertrag von Dayton kam Gornja Dubica 1995 zur neuen Entität Föderation Bosnien und Herzegowina (Federacija Bosne i Hercegovine). Das Dorf war zu diesem Zeitpunkt komplett zerstört und unbewohnbar. Inzwischen sind die meisten Häuser von Gornja Dubica wiederaufgebaut, jedoch stehen die meisten Häuser leer. Das Dorf wird fast ausschließlich von Rentnern bewohnt.

## Kirchweih (Blagoslov) in Gornja Dubica
Die überwiegende Mehrheit der Bewohner von Gornja Dubica ist römisch-katholisch. Anfang 2011 zählte man 1.482 Gemeindemitglieder. Die Kirchweih spielt in Gornja Dubica hierbei eine wichtige gesellschaftliche Rolle. Der Schutzpatron des Dorfes ist Sankt Josef und wird jährlich am 19. März gefeiert. Sankt Josef ist daher auch der Namenspatron römisch-katholischen Gemeinden. Die Kirche der Gemeinde wurde 1992 im Krieg komplett zerstört. 1996 wurde mit dem Bau einer neuen Kirche gestartet. Der Bau dauerte mehrere Jahre und wurde hauptsächlich durch Spenden von aus dem Dorf stammenden Auslandskroaten finanziert.